# Cryptosyringida
Cryptosyringida é uma superclasse de equinodermes do subfilo Eleutherozoa. O grupo inclui principalmente invertebrados que vivem sobre o fundo dos mares. Por vezes esta classificação é conhecida como subfilo com o nome de Echinozoa, ainda que seja mais frequentemente considerado sinónimo não válido de Echinoidea Leske, 1778 e de Holothuroidea de Blainville, 1834.

## Taxonomia
Segundo o ITIS (consultado a 1 de Maio de 2010) a superclasse Cryptosyringida inclui as seguintes classes:
- Echinoidea Leske, 1778
- Holothuroidea de Blainville, 1834
- Ophiuroidea Gray, 1840

Esta superclasse é considerada obsoleta por alguns modernos sistemas de classificação, nomeadamente pelo World Register of Marine Species (que não divide os equinodermes em super-classes mas em três superfilos).